# Voetvolk (dansgezelschap)
Voetvolk is een Belgisch dansgezelschap, in 2007 opgericht door danseres/choreografe Lisbeth Gruwez en muzikant/componist Maarten Van Cauwenberghe.
Het duo maakte meer dan tien voorstellingen en werd meermaals geselecteerd voor onder andere het Festival d' Avignon, de Biënnale van Venetië en Julidans.

## Voorstellingen
- 2007: Forever Overhead
- 2008: Birth of Prey
- 2010: HeroNeroZero
- 2011: L'Origine
- 2012: It's going to get worse and worse and worse, my friend
- 2014: AH/HA
- 2015: Lisbeth Gruwez dances Bob Dylan
- 2016: We're pretty fuckin' far from okay
- 2017: Penelope (ontstaan als epiloog bij Odysseus van KVS).
- 2018: The Sea Within
- 2020: Piano Works Debussy (met de Belgische pianiste Claire Chevallier).
- 2022: Into The Open (o.a. met muzikant Elko Blijweert).

## Varia
In het voorjaar van 2018 bracht Voetvolk bij Rotkat Records de dubbelelpee Bring It to Our Senses uit, de verzameling composities die Maarten Van Cauwenberghe schreef voor de voorstellingen It's going to get worse and worse and worse, my friend, AH/HA en We're pretty fuckin' far from okay.
In het najaar kwam met de Original Music from The Sea Within een tweede plaat uit, met de soundtrack voor de voorstelling The Sea Within, gecomponeerd door Van Cauwenberghe, Bjorn Eriksson en Elko Blijweert.
Auteur Bart Meuleman is de huisdramaturg van het gezelschap.